# 克里斯特·富格莱桑
阿尔内·克里斯特·富格莱桑（Arne Christer Fuglesang，1957年3月18日—）是一位瑞典物理学家和欧洲航天局宇航员。2006年12月10日GMT01:47，随着发现号航天飞机的发射，他成为瑞典历史上第一位进入太空的公民。富格莱桑已婚，并有三个孩子，在1992年选为欧洲空间局的宇航员之前，他是欧洲核子研究组织的成员，并在皇家工学院教数学。截至2009年8月29日，他共参加了两次航天飞行任务，五次太空行走，成为美国和俄罗斯之外第一位太空行走次数超过3次的人。

## 生平
1957年出生于斯德哥尔摩，母亲为瑞典人 ，父亲为挪威人。1983年他与伊丽莎白结婚，育有3个孩子。
1981年，富格莱桑在皇家工学院获得工程物理硕士学位。1987年，在斯德哥尔摩大学获得粒子物理学博士学位。1991年，成为斯德哥尔摩大学助教，2006年为皇家工学院教授。1999年，他还获得了于默奧大学名誉学位。

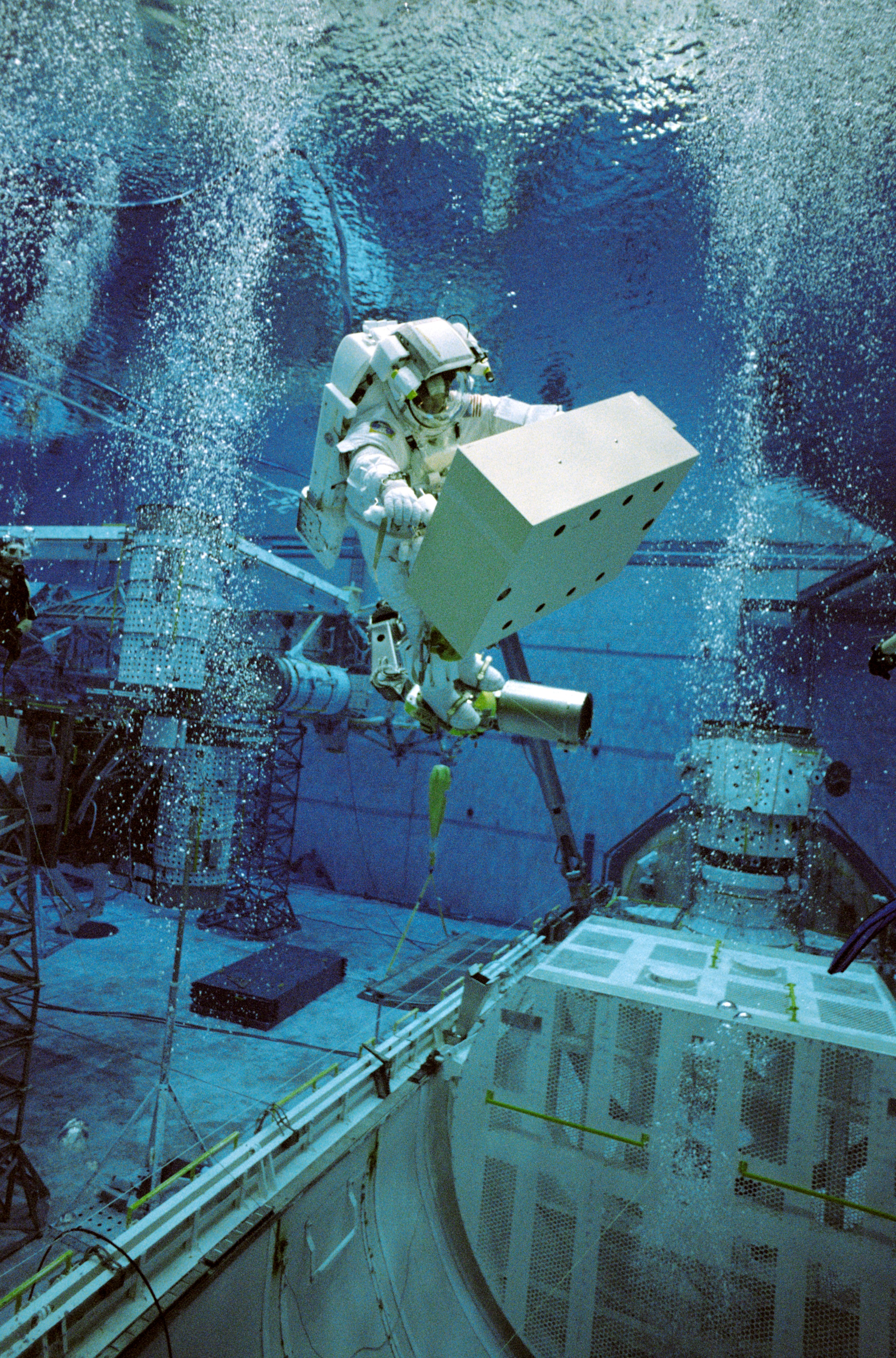
富格莱桑参加TS-116水下训练

毕业后，富格莱桑在日内瓦的欧洲核子研究组织工作，内容为UA5实验，该实验研究质子-反质子碰撞。1988年，开始研究CPLEAR实验，中间子的CP破坏。次年成为粒子鉴别探测器的负责人。1990年11月，他在斯德哥尔摩的曼内·西格巴恩物理学院得到一个职位，但是继续为欧洲核子研究组织的新项目“大型强子碰撞型加速装置 ”项目工作了一年。从1980年开始，他为皇家工学院教数学。
1992年5月，富格莱桑选入欧洲宇航局。同年，他被派遣到位于德国科隆的欧洲宇航中心参加宇航员培训，还被派往俄罗斯参加欧洲宇航局与俄罗斯宇航局举行的为其4周联合培训。1993年7月，他完成了基本航天训练。
1993年5月，富格莱桑和宇航员托马斯·赖特（Thomas Reiter）为选入“Euromir 95”任务，在莫斯科开始进行太空舱外工程任务、太空船外活动训练。1995年3月17日，他成为该任务的后备人员。在该任务长达179天的过程中，他是主要的协调人。
1996年，欧洲航天局选派参加富格莱桑为NASA航天任务专家的训练。1996年4月，他在林顿·约翰逊太空中心接受训练，1998年4月，克里斯特被许可执行太空行走的飞行任务。1998年5月到10月，他继续在俄罗斯接受和平号相关训练。1998年10月，他回到NASA，在俄罗斯太空飞行器宇航员办公操作系统部担任技术专家。 
2002年2月，他被任命为STS-116的任务专家。2008年7月，他被任命为STS-128的任务专家。两次太空任务总计在太空时间为超过604小时。

## 太空任务

### STS-116

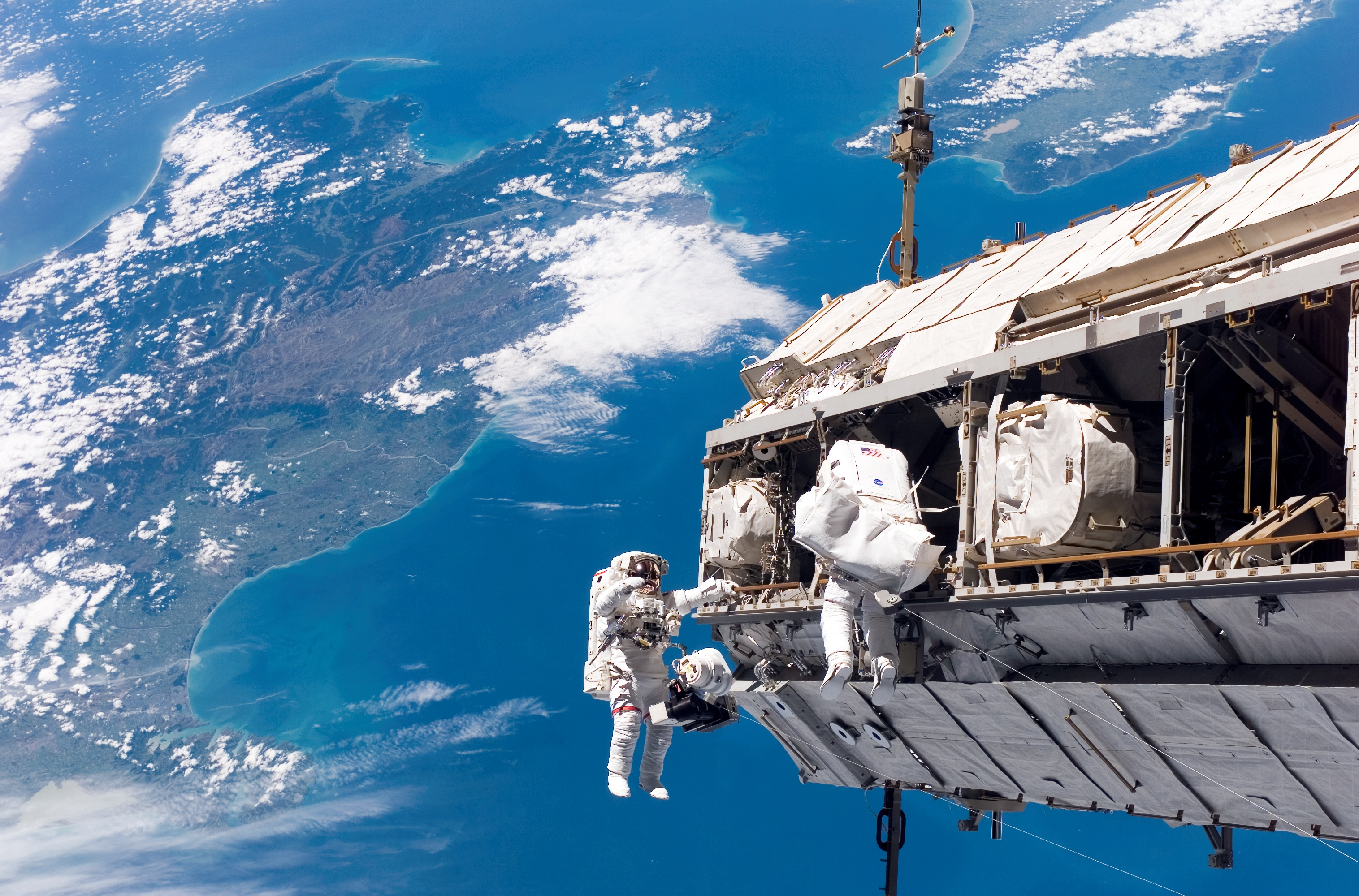
美国宇航员罗伯特·柯比姆和瑞典宇航员克里斯特·富格莱桑进行第一次太空行走，修复空间站结构

富格莱桑的第一次太空任务为STS-116，该任务为一次国际空间站维护和人员更换的任务。

#### STS-116的太空行走
- 美国东部时间2006年12月12日15时31分至22时7分，美国宇航员罗伯特·柯比姆（Robert Curbeam）和瑞典宇航员克里斯特·富格莱桑完成了第一次太空行走，成功为国际空间站安装了新结构组件。[5]
- 12月14日，柯比姆和富格莱桑再次出舱进行太空行走，在长达5个小时的时间里，成功为国际空间站美国舱段电力系统4条电力线路中的两条重新布线，从原来的临时供电系统转接到新的太阳能电池板供电系统中。[6]
- 美国东部时间12月18日14时整至20时38分，柯比姆和富格莱桑临时增加一次太空行走，手动将旧太阳能电池板折叠收回。[7]

3次太空行走总计时间为18小时14分钟。

### STS-128
2008年7月15日，富格莱桑被选为STS-128任务专家，于2009年8月29日发射。该次任务为运送设备到国际空间站，使能在那里长期工作的人员从3名上升为6名。

#### STS-128的太空行走
- 2009年9月4日，美国宇航员丹尼·奥利瓦斯和瑞典宇航员克里斯特·富格莱桑把一个装满了液氨冷却剂的新罐安装到空间站左侧，总计时长6小时39分。[8]
- 5日，奥利瓦斯和富格莱桑进行了本次任务第三次也是最后一次出舱太空行走，完成一系列国际空间站设备安装和维护工作。 [9]

本次任务两次行走时间总计13小时40分钟。完成这次任务后，富格莱桑总计太空行走次数达到5次，成为美国和俄罗斯之外太空第一位行走次数超过3次的人。五次太空行走总计时间为31小时54分钟。

## 荣誉
2007年，富格莱桑获得NASA航天飞行勋章。同年获得瑞典国王勋章。